# Sotenäs pastorat
Sotenäs pastorat är ett pastorat i Norra Bohusläns kontrakt i Göteborgs stift i Göteborgs kommun i Västra Götalands län. 
Pastoratet bildades 2018 genom samgånde av nedanstående församlingar :
- Södra Sotenäs församling vars pastorat tidigare burit detta namn
- Tossene församling ingick i Tossene pastorat
- Hunnebostrands församling  ingick i Tossene pastorat

Pastoratskod är 080806.